# Symbolic (album Voodoo Glow Skulls)
Symbolic – siódmy studyjny album zespołu Voodoo Glow Skulls. Album został wydany 12 września 2000 roku przez Epitaph Records.

## Utwory
1. We're Back
2. Say Goodnight
3. The Drop In
4. Musical Therapy
5. Silencer
6. Orlando's Not Here
7. The Devil Made Me Do It
8. El más chingón
9. Last Party
10. Symbolic
11. San Bernardino
12. Casa blanca
13. Canción de mala suerte
14. I Shot The Sheriff

## Autorzy
- Frank Casillas – wokal
- Eddie Casillas – gitara elektryczna
- Jorge Casillas – gitara basowa
- Jerry O’Neill – perkusja
- Brodie Johnson – trąbka
- Gabriel Dunn – trąbka
- James Hernandez – saksofon